# Meyba
Meyba ist ein ehemaliges Sportartikelunternehmen aus Barcelona.

## Geschichte
Gegründet in den 1940er-Jahren in Barcelona von Josep Mestre, Joaquim Ballbé – deren Nachname für das Akronym Meyba diente: Mestre y Ballbé (y ist spanisch und bedeutet und) –, die modische Schuhe, T-Shirts und (Bade-)Hosen für die Strandbesuche der Einwohner Barcelonas kreieren wollten. Auf die Idee kamen die beiden, einer Anekdote nach, als sie in einem Swimmingpool waren. Während der Diktatur Francisco Francos in Spanien war Meyba fast das einzige Bademodenunternehmen: so trug der damalige Tourismus- und Informationsminister Manuel Fraga Iribarne eine Meyba-Badehose, als er nach dem Nuklearunfall von Palomares von 1966 ins Mittelmeer sprang, um der anwesenden Presse zu zeigen, das keine radioaktive Gefahr bestünde.
Der Höhepunkt Meybas lag in den 1980er-Jahren, als man offizieller Ausrüster (oftmals der erste überhaupt) mehrerer Sportmannschaften wurde, darunter von 1982 bis 1992 der erste des FC Barcelona. 
1994 musste Meyba den Bankrott erklären und 1997 schließlich die Werkstore endgültig schließen. Noch im selben Jahr kaufte die Pulligan Group die Markenrechte an Meyba und stellte neben Strand- und Bademode auch Kleidung für Segler her. 2011 wurden die Markenrechte im Bereich Bademode, Meyba Naval, von der insolventen Pulligan Group von Igualadina de Marcas (Imar) aufgekauft.
2013 kaufte die niederländische Premium Inc., die von Johan Cruyff gegründet wurde, das Markenrecht an Meyba im Bereich Schuhe und Mode von einem Bekannten/Nahestehenden der beiden Gründer ab. 2014 wurden Schuhe und Sportbekleidung im Look der 1980er rausgebracht; heute wird marketingtechnisch vor allem versucht, durch den Bezug zum FC Barcelona und zu Spielern, die in Trikots von Meyba spielten, in den Vordergrund zu rücken (Pep Guardiola, Ronald Koeman, Michael Laudrup, Diego Maradona). Sobald die Lizenz von Igualadina de Marcas (Imar) an Meyba Naval abläuft, das ein anderes Logo hat, will sich Premium Inc. diese auch sichern.

## Ausrüster
- Atlético Madrid, 1980–83
- Betis Sevilla, 1980–90
- CA Osasuna, 1985–86
- Club Cerro Porteño, 1987
- Celta Vigo, 1980–82
- Espanyol Barcelona, 1983
- FC Barcelona, 1982–92
- Katalanische Fußballauswahl, 1990, 1995
- Real Valladolid, 1985–87
- SD Eibar, 1987–91

(Liste unvollständig)

## Weblink
- http://www.meyba.com (englisch, katalanisch, spanisch)